# Athlone (Australia)
Athlone è una città australiana, situata nello Stato di Victoria, nella Contea di Baw Baw. 
La città sorge sulla Drouin - Korumburra Road a 113 km da Melbourne.